# 黒BUTA農場
「黒BUTA農場」（くろブタのうじょう）は、『週刊ヤングマガジン』（講談社）の読者懸賞コーナー。キャラクターのデザインは鳥飼茜。イメージキャラクターの「黒豚」は、『ヤングマガジン』の他の懸賞や漫画賞、公式サイトにも頻繁に登場している。

## 主なコーナー
シネマファーム
公開中の映画のレビュー。
たま子のカムカムDVD天国
編集部オススメのDVDを紹介。
Crying Girl
グラビアアイドルの「泣き顔」特集だが、当然ほとんど白黒ページである。